# Madre Pollard
Madre Pollard (en inglés:Mother Pollard) fue uno de los participantes en el Boicot de autobuses en Montgomery. Martin Luther King Jr. en el recuento de sus escritos que, después de varias semanas de caminar a su destino en lugar de tomar el autobús, Madre Pollard se le preguntó si estaba cansada, a las que ésta respondió: "Mis pies se cansan, pero mi alma está descansado.